# Andy Buckley
Andy Buckley (Salem, Massachusetts, 13 de febrero de 1965) es un actor y guionista estadounidense. Es conocido por su papel de David Wallace en la serie The Office.

## Vida privada
Buckley asistió a la Universidad de Stanford, donde se graduó en 1987 con una licenciatura en ciencias políticas. Estudió comedia e improvisación en el Teatro Groundlings, trabajando con comediantes como Melissa McCarthy y Dax Shepard. Está casado con Nancy Banks, profesora de interpretación y entrenadora, residen en Los Ángeles, California.

## Carrera
Buckley apareció en dos videos musicales de 1997, "I'd Rather Ride Around with You" y "What if it's You", del artista Reba McEntire.
En The Office es David Wallace, director de finanzas en la compañía de papel Dunder Mifflin, en 27 episodios de la oficina desde 2006 a 2011.
En Jurassic World es Kevin Mitchell, marido de Karen y padre de Gray y Zach, que fue la película más taquillera de 2015.